# Miraumont Communal Cemetery
Miraumont Communal Cemetery is een begraafplaats gelegen in de Franse plaats Miraumont (Somme). De militaire graven worden onderhouden door de Commonwealth War Graves Commission.
De begraafplaats telt 25 geïdentificeerde Gemenebest graven, waarvan 23 uit de Eerste Wereldoorlog en 2 uit de Tweede Wereldoorlog.